# اوکتیابرسکی (شهرستان بلگورودسکی، استان بلگورود)
اوکتیابرسکی (انگلیسی: Oktyabrsky, Belgorodsky District, Belgorod Oblast) یک شهرک در بخش بلگورودسکی استان بلگورود کشور روسیه است.